# Couve
Pour les articles homonymes, voir Couve (homonymie).

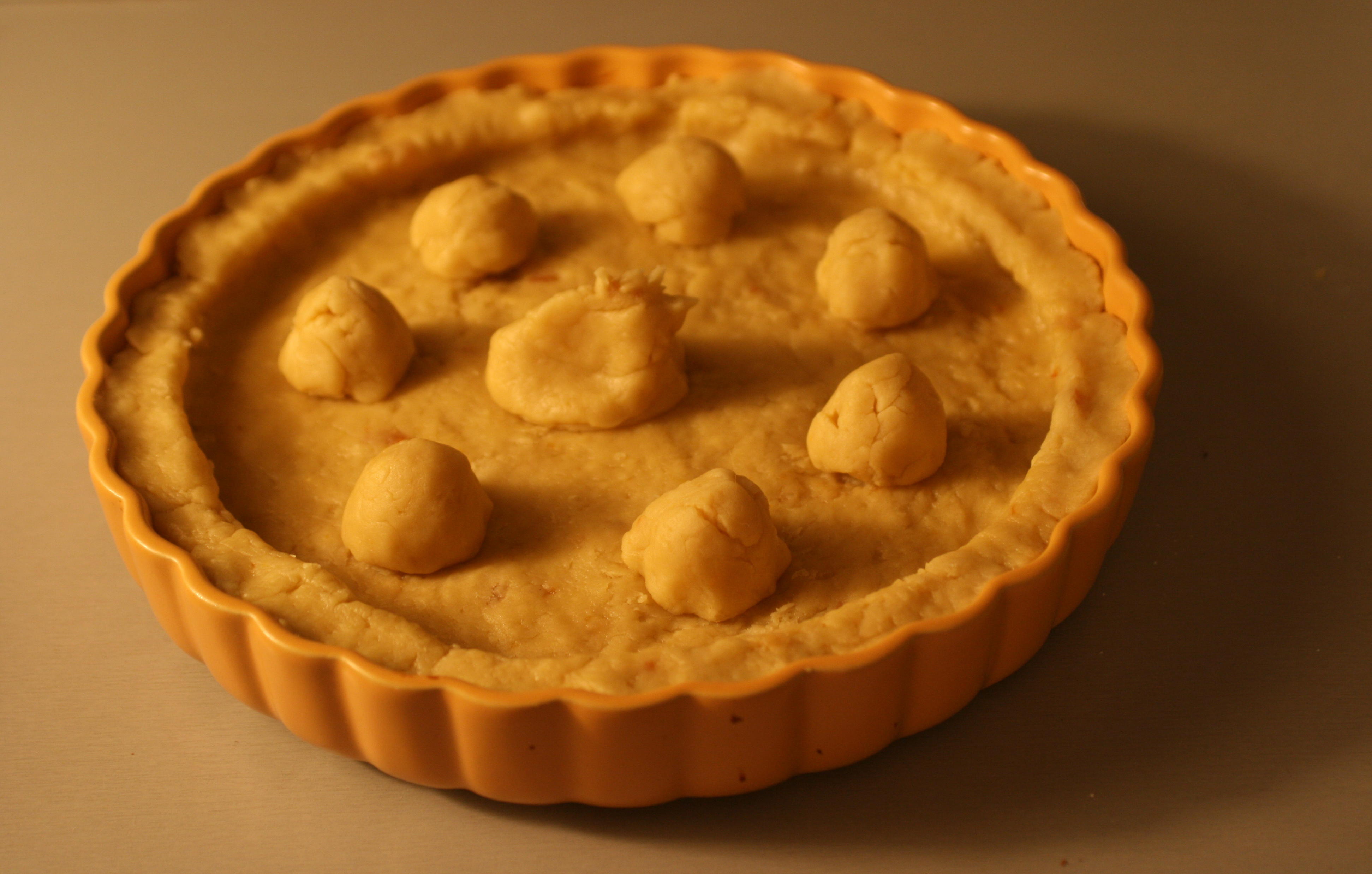
Une couve avant cuisson.

La couve est un gâteau provençal de la période de Pâques. Rond et plat avec les bords relevés, de couleur dorée, elle représente un nid de poule. Des poules et des œufs façonnés dans la même pâte ornent le dessus.

## Histoire
À l'origine, au début du XVIIIe siècle, la couve provençale présente un peu partout dans l'arrière-pays provençal. Aujourd'hui, il semble que la couve, héritière du gâteau d'origine, ne soit plus présente que dans la ville de Crest lui donnant même son nom moderne "la couve crestoise". À l'origine, elle était confectionnée pour les Rameaux.  
Le suisse de Valence créé en 1799 s'est inspiré de la recette ancienne de la couve.   
Le 9 avril 2022, à l'initiative de Rodolphe Dejour, pâtissier amateur et amoureux de son territoire a été initié avec la ville de Crest, la confrérie de la Couve. 
Ce genre de gâteaux, fait à partir d’une pâte brisée, étaient des recettes traditionnelles dans les familles du Sud-Est de la France. Comme le Suisse et la colombe pascale de romans, les couves sont des gâteaux symboles, nés dans la Drôme et se font dans la même pâte brisée aromatisée d’orange ou de citron.

## Composition
C'est un gâteau en pâte sablée plutôt sec, elle doit être ronde et plate (1,5cm d’épaisseur et d’un diamètre de 20 à 25cm) avec les bords relevés et de couleur dorée. Elle représente un nid de poule orné des poules et des œufs façonnés.  Elle est parfumée aux zestes d'orange et de citron, ou d'un mélange des deux. Les recettes d'origine ne comportent pas de levure mais du bicarbonate de soude.

## Accompagnement
Elle se consomme avec de la clairette de Die, du thé ou du café, et peut être accompagnée de crème anglaise, de chantilly, de salade de fruits, de compote de pommes ou de rhubarbe.